# Gendün Gyatso
Gendün Gyatso Pälsangpo ("Sublieme glorieuze oceaan van spirituele aspiraties")  (Ngamring, Shigatse), 31 december 1475 - Drepung, 23 mei 1541) werd in 1578 door Sönam Gyatso tijdens zijn ontmoeting met Altan Khan postuum benoemd tot de tweede dalai lama.
Gendün Gyatso was ook de eerste tulku in de geschiedenis van de gelug-traditie. De gelug was aanzienlijk later dan andere tradities in het Tibetaans boeddhisme met het hanteren van het instrument reïncarnatie als methode voor het organiseren en regelen van opvolging van leiderschap. Tulku´s hadden bij de Tibetaanse bevolking echter aanzien en een grote mate van populariteit. Om succesvol kunnen blijven concurreren met de andere tradities was een dergelijke beslissing onontkoombaar.
De autobiografie van  Gendün Gyatso alsmede een biografie van zijn leerling Yangpa Chojey is bewaard gebleven. Dat materiaal werd door Sanggye Gyatso in de zeventiende eeuw gebruikt voor het schrijven van een nieuwe biografie over Gendün Gyatso, die onderdeel is van een veel groter werk onder de titel Een kleed geweven van zijde .
In met name de eerste twee werken wordt uitvoerig aandacht besteed aan een aantal veronderstelde gebeurtenissen voor en tijdens de geboorte van Gendün Gyatso alsmede in zijn vroegste jeugd. Het zijn onder meer dromen, voorspellingen van zijn grootouders, ouders, wonderbaarlijke natuurverschijnselen en uitspraken van Gendün Gyatso zelf in zijn vroegste jeugd. Die worden alle geduid als teken dat de reïncarnatie van Gendün Drub, de stichter van het klooster Tashilhunpo, in Gendün Gyatso een hoge mate van voorbestemming had.

## Jeugd en verblijf in Tashilhunpo
Zijn vader was de yogi Dorje Cang Kunga Gyaltsen, die zich verbonden achtte met zowel de nyingma-traditie als de 
Shangpa Kagyu, een stroming binnen de kagyü-traditie. Zijn moeder was  de yogini Machik Kunga Palmo, die claimde een reincarnatie te zijn van Drowai Zangmo,  een yogini uit de dertiende eeuw. Zijn ouders gaven het kind de naam Sangye Pel (schepper van verlichte wezens). Monniken van Tashilhunpo waren tijdens hun zoektocht naar de reïncarnatie van Gendün Drub geattendeerd op deze familie. Op de leeftijd van acht jaar bracht Sangye Pel met zijn ouders een bezoek aan het klooster. In het biografische materiaal wordt uitvoerig verteld, dat de jongen de monniken in het klooster alsmede zijn eigen woonverblijf daar vanuit zijn vorige leven herkende.
In 1487 vestigde hij zich op de leeftijd van elf jaar definitief in het klooster en ontvangt dan de naam Gendün Gyatso. Er was een factie van monniken in het klooster die ervan uitging dat de nieuwe tulku vanzelfsprekend de volgende abt van het klooster zou worden. Een meerderheid van de monniken wilde echter hun voorrecht om zelf de abt van het klooster te kiezen niet opgeven. In 1492 verliet Gendün Gyatso Tashilhunpo en reisde naar Lhasa om zijn studies voort te zetten in het klooster Drepung. De abten van Tashilhunpo zouden  tot in de zeventiende eeuw door de monniken van het klooster gekozen blijven  worden.  Na de overwinning van de gelug in de burgeroorlog in die eeuw werd door de vijfde dalai lama de toenmalige abt van Tashilhunpo, Lobsang Chökyi Gyaltsen, benoemd tot de vierde pänchen lama. Vanaf dat moment werd Tashilhunpo de vaste residentie van de pänchen lama's. Teneinde hun reïncarnatielijn een wat langere legitimiteit te geven werden drie daartoe gevonden pre-incarnaties van Lobsang Chökyi Gyaltsen postuum benoemd tot de eerste, tweede en derde pänchen lama

## Periode van reizen
Gendün Gyatso reisde veel door het land, stimuleerde de bouw van nieuwe kloosters, maar trok zich ook regelmatig terug voor lange retraites, zoals in het klooster Reting. Hij speelde een belangrijke rol in de ontwikkeling van de cultus rondom Palden Lhamo. In 1509 stichtte hij het klooster Chokorgyel. Instructies voor de exacte plaats van het klooster had hij ontvangen in een visioen bij het meer van Lhamo Latso, waar Palden Lhamo zich kan manifesteren. Vanaf die periode begon de ontwikkeling van Palden Lhamo als de persoonlijke beschermgodin van de dalai lama's.

## Spanningen in Lhasa
De groei van de gelug in de omgeving van Lhasa was mogelijk door de steun van de Phagmodru-dynastie. In de tweede helft  van de vijftiende eeuw werd die positie betwist door de Rinpung-dynastie, die snel de dominante machtsfactor werd in het westen van Tibet. Aan het eind van de vijftiende eeuw wist de Rinpung tijdens het bewind van hun belangrijkste heerser Dönyö Dorje zijn macht ook naar de omgeving van Lhasa uit te breiden. De Rinpung waren de traditionele patroons van de kagyü-traditie.
In 1498 werd het de monniken van de gelug verboden deel te nemen aan de Mönlam, het grote door Tsongkhapa gestichte gebedsfestival. Het festival zou voortaan georganiseerd worden door de kagyü. Het werd monniken van de gelug verboden hun gele kap te dragen. In de geschiedschrijving van de gelug wordt Chödrag Yeshe, de vierde Shamarpa en op dat moment de belangrijkste tulku in Tibet als de drijvende kracht achter deze maatregelen genoemd. Waarschijnlijk waren het echter strategische overwegingen van de Rinpung zelf om de mogelijkheden van de gelug te beperken hun patroon, de Phagmodru, te hulp te schieten. Een gebedsfestival met tienduizenden bezoekers en gecontroleerd door de gelug zou voor de Rinpung een te groot risico zijn.
Na de dood van Dönyö Dorje nam de macht van de Rinpung in de omgeving van Lhasa alweer af en wist de  Phagmodru daar zijn positie te herstellen. Gendün Gyatso was in 1517 abt van Drepung geworden. Hij kreeg in 1518  van Ngawang Tashi Dragpa de gelegenheid het gebedsfestival weer onder leiding van de gelug te organiseren. In hetzelfde jaar ontving hij van Ngawang Tashi Dragpa een landgoed met enkele gebouwen dat naast Drepung gelegen was met de naam Ganden Phodrang. Het zou tot de voltooiing van het Potala eind zeventiende eeuw de verblijfplaats van de dalai lama's zijn. Het zou tot 1950 ook de naam van het bestuursapparaat van de regering van historisch Tibet zijn.
Vanaf 1528 was  Gendün Gyatso ook abt van het klooster Sera. Hij bleef vooral nieuwbouw van kloosters van de gelug stimuleren. In de laatste periode van zijn leven ontving hij een verzoek van de heersers van het toen nog onafhankelijke koninkrijk Guge om monniken en abten op te leiden. Gendün Gyatso  stichtte met dat doel het klooster  Ngari Dratsang in het uiterste zuidwesten van het Tibetaans plateau.
- Bibsys: 99066816
- Gemeinsame Normdatei: 119264463
- International Standard Name Identifier: 0000 0000 8102 2922
- Library of Congress Control Number: n85119537
- Nationale bibliotheek van Australië: 35262700
- Nationale Bibliotheek van Israël: 987007260586405171
- Nationale Bibliotheek van Polen: a0000002455266
- Nederlandse Thesaurus van Auteursnamen: 068277830
- Réseau des bibliothèques de Suisse occidentale: 02-A000046687
- LIBRIS: 332370
- Système universitaire de documentation: 061726893
- Trove: 887664
- Virtual International Authority File: 22947342
- WorldCat: E39PBJhMm8vH8vRQKBF9rhYtrq

1: Gendün Drub · 2: Gendün · 3: Sönam · 4: Yönten · 5: Ngawang Lobsang · 6: Tsangyang · (6: Yeshe) · 7: Kälsang · 8: Jampäl · 9: Lungtog · 10: Tsültrim · 11: Khädrub ·   12: Trinley · 13: Thubten · 14: Tenzin